# Ройтбак Олександр Ілліч
Олекса́ндр Іллі́ч Ро́йтбак (груз. ალექსანდრე ილიას ძე როიტბაკი; рос. Александр Ильич Ройтбак; 17 лютого 1919, Одеса — 24 грудня 1991, Тбілісі) — радянський і грузинський лікар, нейрофізіолог, електрофізіолог і учень Івана Беріташвілі.

## Життєпис
Олександр Ройтбак народився 17 лютого 1919 року в Одесі. У 1936 році вступив до Київського медичного інституту, який закінчив 1941 року. У 1941 році сім'я Ройтбаків була евакуйована до Тбілісі, і молодий лікар прийшов до Івана Беріташвілі, щоб займатися фізіологією. Так Олександр Ройтбак пов'язав своє життя зі столицею Грузинської РСР і провів там залишок свого життя. З 1941 до 1961 року працював як науковий співробітник в Інституті фізіології. З 1961 до 1991 року завідував лабораторією загальної фізіології кори головного мозку там же. Помер 24 грудня 1991 року в Тбілісі, за 2 дні до розпаду Радянського Союзу.

## Наукова діяльність
Основні наукові роботи Олександра Ройтбака присвячені електричним явищам у корі головного мозку:
- Вивчав фізіологічні особливості гліальних клітин та їхню роль у вищій нервовій діяльності.
- Досліджував зміни ЕЕГ і Е-хвилі під час м'язової діяльності людини.
- Показав, що ритмічним електричним подразненням кори можна створити в ній фокус домінанти.
- Широко використовував електрофізіологічні методи для вивчення умовних рефлексів.

## Членство
- 1960-1991 — Член ІБРО
- 1960-1991 — Член Наукової ради АН СРСР з комплексних проблем фізіології людини і тварин
- 1968-1991 — Член-кореспондент АН СРСР